# Okręg wyborczy Lewes
Okręg wyborczy Lewes powstał w 1295 r. i wysyłał do angielskiej, a następnie brytyjskiej, Izby Gmin dwóch deputowanych. W 1868 r. liczbę deputowanych przypadających na okręg zmniejszono do jednego. Okręg obejmuje miasto Lewes w hrabstwie East Sussex, wraz z większością dystryktu Lewes oraz częścią dystryktu Wealden.

## Deputowani do brytyjskiej Izby Gmin z okręgu Lewes

### Deputowani w latach 1660–1868
- 1660–1661: Nizel Rivers
- 1660–1679: John Stapley
- 1661–1679: Thomas Woodcock
- 1679–1679: William Morley
- 1679–1695: Richard Bridger
- 1679–1702: Thomas Pelham, wigowie
- 1695–1701: Henry Pelham
- 1701–1701: Thomas Trevor
- 1701–1702: Henry Pelham
- 1702–1708: Richard Payne
- 1702–1705: Nicholas Pelham
- 1705–1741: Thomas Pelham of Lewes Starszy
- 1708–1708: Peter Gott
- 1708–1710: Samuel Gott
- 1710–1712: Peter Gott
- 1712–1719: John Morley Trevor Starszy
- 1719–1722: Philip Yorke, wigowie
- 1722–1726: Henry Pelham of Stanmer
- 1726–1727: Nicholas Pelham
- 1727–1738: Thomas Pelham of Stanmer
- 1738–1743: John Trevor Młodszy
- 1741–1743: Thomas Pelham of Lewes Młodszy
- 1743–1747: John Shelley
- 1743–1763: Francis Poole
- 1747–1766: Thomas Sergison
- 1763–1768: William Plumer
- 1766–1768: Charles Edward Bentinck
- 1768–1774: Thomas Hampden
- 1768–1780: Thomas Hay
- 1774–1780: Thomas Miller
- 1780–1796: Henry Pelham
- 1780–1802: Thomas Kemp
- 1796–1802: John Cressett-Pelham
- 1802–1812: Henry Shelley
- 1802–1806: lord Francis Osborne
- 1806–1811: Thomas Kemp
- 1811–1816: Thomas Read Kemp
- 1812–1826: George Shiffner
- 1816–1831: John Shelley
- 1826–1837: Thomas Read Kemp, wigowie
- 1831–1840: Charles Richard Blunt, wigowie
- 1837–1841: Henry Fitzroy, Partia Konserwatywna
- 1840–1841: George Sackville, wicehrabia Cantelupe, Partia Konserwatywna
- 1841–1842: Summers Harford, wigowie
- 1841–1847: Howard Elphinstone, wigowie
- 1842–1860: Henry Fitzroy, Peelites
- 1847–1852: Robert Perfect, wigowie
- 1852–1868: Henry Brand, Partia Liberalna
- 1860–1865: John George Blencowe, Partia Liberalna
- 1865–1868: Walter Pelham, lord Pelham, Partia Liberalna

### Deputowani po 1868 r.
- 1868–1874: Walter Pelham, lord Pelham, Partia Liberalna
- 1874–1885: William Langham Christie, Partia Konserwatywna
- 1885–1910: Henry Aubrey-Fletcher, Partia Konserwatywna
- 1910–1924: William Campion, Partia Konserwatywna
- 1924–1931: Tufton Beamish, Partia Konserwatywna
- 1931–1936: John Loder, Partia Konserwatywna
- 1936–1945: Tufton Beamish, Partia Konserwatywna
- 1945–1974: Tufton Beamish, Partia Konserwatywna
- 1974–1997: Tim Rathbone, Partia Konserwatywna
- 1997– : Norman Baker, Liberalni Demokraci